# IO.SYS
IO.SYS es un archivo esencial de MS-DOS y Windows 9x. Contiene los controladores de dispositivos por defecto de MS-DOS (rutinas de interfaz de hardware) y el programa de inicialización de DOS

## Secuencia de arranque
En la secuencia de arranque del ordenador, el primer sector del disco de arranque es leído y ejecutado. Si es el sector de arranque del DOS, carga los primeros tres sectores de IO.SYS en la memoria y le transfiere el control a él. IO.SYS luego:
1. Se carga a sí mismo en memoria.
2. Inicializa cada controlador de dispositivo predeterminado (consola de comandos, disco, puerto serie, etc..). En este punto, los dispositivos predeterminados están disponibles.
3. Carga el núcleo DOS y carga su rutina de inicialización. el núcleo está almacenado en MSDOS.SYS con MS-DOS e IO.SYS en Windows 9x. En este punto, el acceso "normal" a archivos está disponible.
4. Procesa el archivo MSDOS.SYS en Windows 9x.
5. Procesa el archivo CONFIG.SYS en MS-DOS 2.0 y superior y en Windows 9x.
6. Carga COMMAND.COM (u otro shell de sistema operativo si se especifica).

El IBM PC DOS y el DR-DOS utilizan el archivo IBMBIO.COM para el mismo propósito, el cual lee IBMDOS.COM

## Requerimientos de ubicación en el disco
- Las primeras dos entradas en el directorio raíz deben tener IO.SYS y MSDOS.SYS, en ese orden.[1]
- IO.SYS debe ser el primer archivo almacenado en la tabla de directorio de la FAT para archivos.[1]
- Los archivos IO.SYS + MSDOS.SYS deben ser contiguos.[1]

De otra forma el sistema no arrancará.